# Лильо Тарас Ярославович
Тарас Ярославович Лильо (нар. 3 червня 1974, с. Дроздовичі) — кандидат філологічних наук, доцент кафедри зарубіжної преси та інформації ЛНУ імені Івана Франка.

## Біографія
У 1991—1996 роках навчався у Львівському національному університеті імені Івана Франка на факультеті журналістики. На 4-, 5-му курсах працював редактором відділу міжнародної інформації тижневика «Шлях перемоги». Навчання в університеті закінчив з диплом із відзнакою (спеціалізація «Міжнародна журналістика»).
Одразу по завершенні навчання став викладачем кафедри зарубіжної преси та інформації, почав працювати над кандидатською дисертацією. Паралельно, протягом 1996–1999 років, працював співавтором і ведучим публіцистичної програми «Світ і Україна» на Львівському телебаченні. У 1999–2000 роках — редактор відділу «Політика» в газеті «Арка».
2001 року завершив роботу над дисертацією «Глобалізація комунікаційного простору і процеси національної ідентифікації в посткомуністичному світі». У 2002 році захистив кандидатську дисертацію у Київському національному університеті імені Тараса Шевченка. Того ж року отримав диплом кандидата філологічних наук (спеціальність — журналістика). Відтоді є членом вченої ради факультету журналістики.
У 2002—2003 роках навчався за науковою стипендією Польсько-американської комісії Фулбрайта (програма Лейна Кіркланда) в Яґеллонському університеті у Кракові. За час перебування у Польщі 2003 року Тарас Лильо стажувався в тижневику «Polityka» (Варшава).
з 2005 року став доцентом кафедри зарубіжної преси та інформації. Як журналіст, з 2008 року працює редактором відділу «Суспільство» в журналі «Листи до приятелів».

## Розроблені та апробовані курси і спецкурси
- Націологія та інформація;
- Сучасна закордонна публіцистика й тенденції розвитку світу;
- Сучасна польська преса;
- Робота відділу міжнародної інформації;
- Публіцистика журналу «Kultura» (Париж);
- Ідеологеми сучасної пропаганди.

## Наукові публікації
1. Об'єктивація зла, або зміщені акценти віртуальної людини // Дзвін. — 1998. — С. 104—107.
2. Криза макротексту // Публіцистика і тенденції розвитку світу. — Львів, 1999. — С. 64—71.
3. Медіареальність і національна реальність: проблема узгодження // Телевізійна й радіожурналістика: Збірник науково-методичних праць. — Львів, 2000. — Вип. 3. — С. 109—124.
4. Віртуальна реальність як місце міжнаціонального примирення // Збірник праць Науково-дослідного центру періодики. — Львів, 2000. — Вип. 7. — С. 200—213.
5. Глобалізація комунікаційного простору та національна ідентичність посткомуністичних суспільств: проблема узгодження // Українська періодика: історія і сучасність. — Львів. — 2000. — С. 324—327.
6. Глобалізація і посткомунізм // Актуальні проблеми журналістики: Збірник наукових праць. — Ужгород, 2001. — С. 130—143.
7. Шанси комунікаційного суб'єктивізму посткомуністичних народів у контексті сучасної геоінформаційної ситуації // Вісник Львів. ун-ту. — Серія журналістика. — Львів, 2004. — Вип. 21. — С. 244—254.
8. Мова глобального комунікаційного процесу і лінгвістичне детермінування національної дійсності // Вісник Львів. ун-ту. — Серія журналістика. — Львів, 2003. — Вип. 23. — С. 96—102.
9. Комунікація. Ідентичність. Глобалізація (монографія). — Львів: Вид-во ЛНУ ім. Івана Франка, 2004. — 141 с.
10. Інформаційний відеогедонізм та його вплив на локалізацію ідентичностей // Вісник Львів. ун-ту. — Серія журналістика. — Львів, 200. — Вип. 25. — С. 115—123.
11. Ідеологеми сучасної антитерористичної пропаганди // Пам'ятки століть. — 2004. — Ч. 5-6. — С. 197—205.
12. Media i transformacja społeczna: przypadek Ukrainy // Za wolność waszych i naszych mediów: Materiały Mędzynarodowego Festiwalu Mediów, 12-14 maja. — Wrocław, 2005. — S. 25—26.
13. Ідеологеми сучасної журналістики: теорія і практика (чи можливе світотворення поза світоглядним контекстом) // Вісник Львів. ун-ту. — Серія журналістика. — 2006. — Вип. 28. — С. 111—117.
14. Органічна журналістика як засіб обмеження ідеологічної тотальності сучасних ЗМІ // Вісник Львів. ун-ту. — Серія журналістика. — 2006. — Вип. 29. — С. 56—63.
15. Ідеологеми журналу «Kultura» (Париж): проблематичність сучасних рецепцій // Вісник Львів. ун-ту. — Серія журналістика. — 2007. — Вип. 30. — С. 36-40.
16. Ідеологеми журналістського світопізнання Ришарда Капусцінського як виклик сучасним інтерпретаціям призначення ЗМІ // творчі та організаційні особливості функціонування сучасного недійного простору: Збірник наукових праць / Національний університет «Києво-Могилянська академія», Галицький інститут імені В'ячеслава Чорновола. — Тернопіль-Львів: ЛА «Піраміда», 2008. — Том 1. — С. 91—94.
17. Семантична ідеологія сучасного медійного тексту: від дезонтологізації до маніпуляції // Українська періодика: історія і сучасність. — Львів. — 2008. — С. 505—515.